# 日本通運名古屋硬式野球部
日本通運名古屋硬式野球部（にほんつううんなごやこうしきやきゅうぶ）は、愛知県名古屋市に本拠地を置き、日本野球連盟に加盟していた社会人野球の企業チームである。1998年に解散した。
運営母体は、物流業者の日本通運。

## 概要
1961年、日本通運の名古屋支店で活動していた軟式野球部が硬式野球部に切り替わり『日本通運名古屋硬式野球部』として創部した。
1962年、活動2年目ながら都市対抗野球に初出場を果たすと、決勝まで駒を進めるが日本石油に0-12で大敗し準優勝に終わった。
1975年、日本選手権に初出場を果たす。
1998年6月、日本通運の組織改正に伴い地方支店が廃止となりチーム維持が困難となったため同年シーズン終了をもって解散することが発表された。解散後は本社野球部に統合され、主力の牧田勝吾などはそちらに移籍した。

## 沿革
- 1961年 - 『日本通運名古屋』として創部。
- 1962年 - 都市対抗野球に初出場（準優勝）。
- 1975年 - 日本選手権に初出場（1回戦敗退）。
- 1998年 - 活動終了。日本通運に統合。

## 主要大会の出場歴・最高成績
- 都市対抗野球大会 - 出場3回、準優勝1回（1962年）
- 社会人野球日本選手権大会 - 出場2回
- JABAベーブルース杯争奪大会 - 優勝1回（1997年）
- JABA富山市長旗争奪富山大会 - 優勝1回（1989年）

## 主な出身プロ野球選手
- 平沢隆好（投手） - 1975年ドラフト5位で南海ホークスに入団
- 高橋俊春（投手） - 1981年ドラフト外で広島東洋カープに入団
- 山田博士（投手） - 1994年ドラフト2位で中日ドラゴンズに入団
- 前田和之（投手） - 1997年ドラフト2位でオリックス・ブルーウェーブに入団
- 井本直樹（投手） - 廃部に伴い新日本製鐵名古屋に移籍し、2000年ドラフト3位で中日ドラゴンズに入団
- 牧田勝吾（内野手） - 廃部に伴い本社野球部に移籍し、2001年ドラフト11位でオリックス・ブルーウェーブに入団

## 元プロ野球選手の競技者登録
- 古谷法夫（元：国鉄スワローズ） - 監督（1968年～1969年）→退団